# Szent Benedek-templom (Prága)
A prágai Hradzsin téri Szent Benedek-templomot (csehül kostel svatého Benedikta) a középkorban itt állt hradzsini plébániatemplom helyén emelték. Többször átépítették és az 1541-es nagy tűzvészben le is égett. Mai, kéthajós barokk formáját a 17. század végén kapta.
1626-tól a mellette álló kolostorral együtt a barnabita szerzetesek tulajdona volt, amíg II. József fel nem oszlatta a szerzetesrendeket; az ő halála után, 1792-ben a karmelitáké lett.
Címe: Prága, Hradčanské náměstí 16.